# 베트남 국가은행
베트남의 국가은행(베트남어: Ngân hàng Nhà nước Việt Nam)은 베트남의 중앙은행이다. 이 은행은 현재 베트남 국내 최대 자본 상장 은행인 비엣띤은행(VietinBank)의 지분 65%를 보유하고 있다.

## 역사

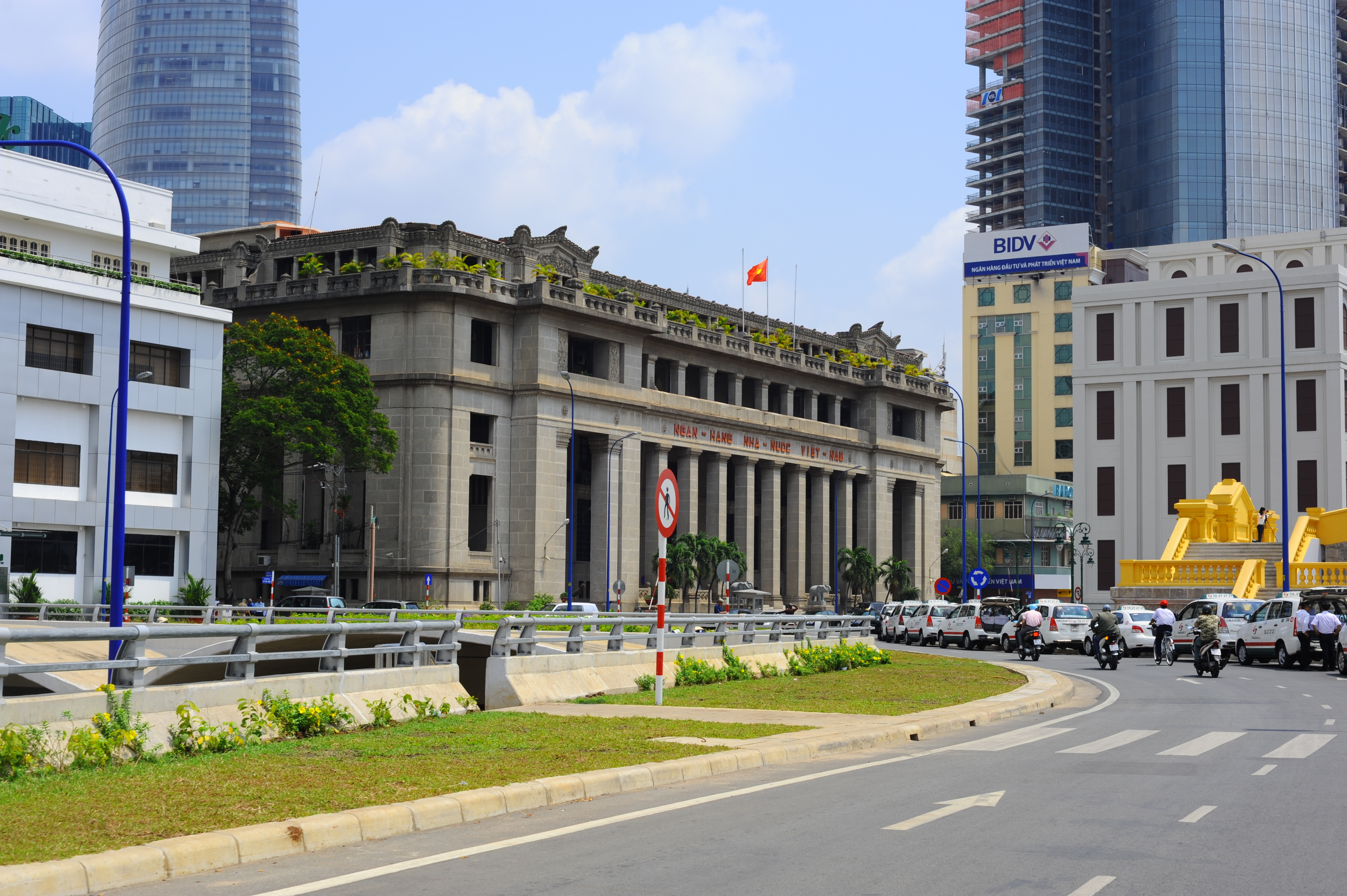
호치민시에 있는 주 은행 지점

인도차이나가 프랑스 지배를 받고 있을 때 식민지 정부는 인도차이나 은행을 통해 인도차이나 화폐 제도를 지배했는데, 이 제도는 프랑스령 인도차이나에서도 상업은행 역할을 하기도 했다. 1945년 8월 혁명 이후 베트남 민주 공화국 정부는 점차 프랑스로부터 독립한 화폐제도를 실시하려고 시도하였다. 1951년 5월 6일, 호찌민은 베트남 국립은행 설립에 관한 법령 15/SL에 서명했다.(Ngân hàng Quốc gia Việt Nam) 1960년 1월 21일, 그 은행의 총재는 총리를 대신하여 베트남 은행 이름을 바꾸는 조례에 서명했다.(Ngân hàng Nhà nước Việt Nam) 사이공이 함락된 후 두 베트남은 단결하였으나 1976년 7월에야 양국 정부와 기관이 단결하였다. 1976년 7월, 베트남 국립 은행(베트남 공화국의 중앙 은행)이 베트남 국가은행으로 합병되었다.
도이머이 자유화 시대에 베트남의 은행 제도가 개혁되었다. 베트남의 산업은행(베틴은행 - 현재 최대 상장은행)과 1988년 베트남 농업은행을 시작으로 새로운 은행들이 생겨났고, 국가은행의 역할은 점차 중앙은행의 역할로 좁혀졌다. 1990년의 조례는 국가 은행을 재정비하고 "국가를 대표하여, 화폐, 신용, 은행 업무를 전국에 걸쳐 관리하며, 베트남 사회주의 공화국의 화폐를 유통할 수 있는 유일한 기관"이라는 기능을 재정립하였다. 그 후 몇 년 동안 국유기업에 대한 융자, 현재 다른 국유 은행과 민간 은행들에 의해 크게 대체되었다. 국영 은행은 다음 해에도 국유 기업에 계속 대출을 해왔지만, 다른 국영 은행과 민간 은행에 의해 대체되었다.

## 논란
전 총리인 응우옌떤중은 그가 수석 부총리를 맡고 있는 동안 주지사였으나, 후에 르두크 투이에게 주지사직을 수여했다. 새로운 폴리머 지폐 동 지폐의 인쇄 품질에 대한 비판이 있어 왔다. 르두크 투이 주지사가 시가의 10분의 1에 해당하는 은행 소유의 집을 매입할 때도 주거지 매입 논란이 일었다. 그러나 정부는 매체가 매수를 보도하자 거래를 중단했다.

## 기능 및 역할
베트남 국가은행은 정부 행정부 하의 부처급 기관이며, 은행장은 내각의 구성원(내각의 장관급)이다. 지사는 국회(의회)의 승인 대상인 국무총리에 의해 지명된다. 부총리는 주지사의 추천으로 총리에 의해 임명된다. 주지사와 부지사 모두 5년 임기의 임기를 함께 한다. 베트남 국영 은행은 주요 역할을 다음과 같이 정의한다. :
1. 통화 안정을 도모하고 통화 정책을 수립
2. 기관의 안정을 도모하고 금융기관을 감독
3. 은행 시설을 제공하고 정부에 경제 정책을 추천
4. 금융기관을 위한 금융시설을 제공
5. 외환보유고를 관리
6. 지폐 인쇄 및 발행.
7. 베트남에서 모든 시중은행의 활동을 감독, 국고를 시중은행에 빌려줌
8. 국채 발행, 채권 경매 조직화
9. 통화관리 및 환율의 다른 역할 담당

## 베트남 국가은행 총재
| 지사            | 임기시작 | 임기종료 |
| --------------- | -------- | -------- |
| 응우옌르엉방    | 1951년   | 1953년   |
| Lê Viết Lượng   | 1953년   | 1964년   |
| Tạ Hoàng Cơ     | 1964년   | 1974년   |
| Đặng Việt Châu  | 1974년   | 1976년   |
| Hoàng Anh       | 1976년   | 1978년   |
| Trần Dương      | 1978년   | 1981년   |
| Nguyễn Duy Gia  | 1981년   | 1986년   |
| Lữ Minh Châu    | 1986년   | 1989년   |
| Cao Sỹ Kiêm     | 1989년   | 1997년   |
| 응우옌떤중      | 1997년   | 1999년   |
| Lê Đức Thúy     | 1999년   | 2006년   |
| Nguyễn Văn Giàu | 2006년   | 2011년   |
| Nguyễn Văn Bình | 2011년   | 2016년   |
| Lê Minh Hưng    | 2016년   | 현재     |

## 같이 보기
- 베트남의 경제
- 베트남 동